# Кипар на Зимским олимпијским играма 1992.
Кипру је ово било четврто учешће на Зимским олимпијским играма. Кипарску делегацију, у Албервиллу 1992. Француска представљало је четворо такмичара (3 мушкарца и 1 жена) који су се такмичилу у пет дисциплина алпског скијања.
Кипарски олимпијски тим је остао у групи земаља које нису освојиле ниједну медаљу.
Заставу Кипра на свечаном отварању Олимпијских игара 1992. носио је алпски скијаш Сократис Аристодиму.

## Учесници по спортовима
| Спорт          | Мушкарци | Жене | Укупно |
| -------------- | -------- | ---- | ------ |
| Алпско скијање | 3        | 1    | 4      |
| Укупно(1)      | 3        | 1    | 4      |

## Резултати

### Алпско скијање
Жене
| Такмичар         | Дисциплина | Трка 1  | Трка 1 | Трка 2  | Трка 2     | Укупнп       | Укупнп       | Детаљи |
| Такмичар         | Дисциплина | Време   | Поз.   | Време   | Поз.       | Време        | Поз. (учес)  | Детаљи |
| ---------------- | ---------- | ------- | ------ | ------- | ---------- | ------------ | ------------ | ------ |
| Каролина Фатиоду | велеслалом | 1:28,66 | 50     | 1:28,48 | 39 2:57,14 | 39 / 44 (69) |              |        |
| Каролина Фатиоду | слалом     | 1:06,13 | 42     | 58,06   | 34         | 2:04,19      | 35 / 42 (63) |        |

Мушкарци
| Такмичар            | Дисциплина      | Трка 1  | Трка 1 | Трка 2  | Трка 2 | Укупнп   | Укупнп        | Детаљи |
| Такмичар            | Дисциплина      | Време   | Поз.   | Време   | Поз.   | Време    | Поз. (учес)   | Детаљи |
| ------------------- | --------------- | ------- | ------ | ------- | ------ | -------- | ------------- | ------ |
| Андреас Васили      | супервелеслалом |         |        |         |        | 1:32,78  | 84 / 93 (121) |        |
| Алексис Фотијадис   | супервелеслалом | 1:30,31 | 81     |         |        |          |               |        |
| Сократис Аристодиму | супервелеслалом | 1:30,13 | 80     |         |        |          |               |        |
| Сократис Аристодиму | велеслалом      | 1:25,03 | 92     | 1:23,13 | 70     | 2:48,16  | 76 / 91 (131) |        |
| Андреас Васили      | велеслалом      | 1:22.86 | 82     | 1:23,40 | 73     | 2:46,26  | 69 / 91 (131) |        |
| Алексис Фотијадис   | велеслалом      | 1:22,01 | 79     | 1:17,98 | 60     | 2:39,99  | 61 / 91 (131) |        |
| Сократис Аристодиму | слалом          | 1:12,68 | 64     | 1:11,21 | 47     | 2:23,.89 | 47 / 65 (119) |        |
| Андреас Васили      | слалом          | 1:11,97 | 63     | 1:34,70 | 63     | 2:46,67  | 55 / 65 (119) |        |
| Алексис Фотијадис   | слалом          | 1:07,10 | 58     | 1:07,66 | 44     | 2:14,76  | 44 / 65 (119) |        |